# Incursión portuguesa en Monterrey
La incursión portuguesa en Monterrey fue un episodio militar de la guerra de las Naranjas en el que el ejército portugués, comandado por el general Gomes Freire de Andrade, trató de desviar la atención de los ejércitos españoles concentrados en Extremadura invadiendo el sur de Orense, fracasando en su intento de conquistar el Castillo de Monterrey.

## Contexto
La Guerra de las Naranjas en 1801 fue el primer conflicto del siglo XIX que enfrentó al Reino de España contra el Reino de Portugal, como otra muestra más de la fuerte rivalidad que protagonizaban estos dos países. Aunque fue una guerra de muy corta duración (20 de mayo-7 de junio) y con acciones bélicas bastante limitadas, los enfrentamientos entre los dos ejércitos se produjeron prácticamente a lo largo de toda la frontera luso-española. Cuando se declara la guerra a finales de mayo de 1801, las fuerzas españolas concentran su ataque en el Alto Algarve con el objetivo de tomar Olivenza. El ejército de Manuel Godoy, con una superioridad numérica muy clara (12000 portugueses contra 40000-50000 españoles), no tuvo muchos problemas en conseguir sus objetivos.

## Situación en el frente norte

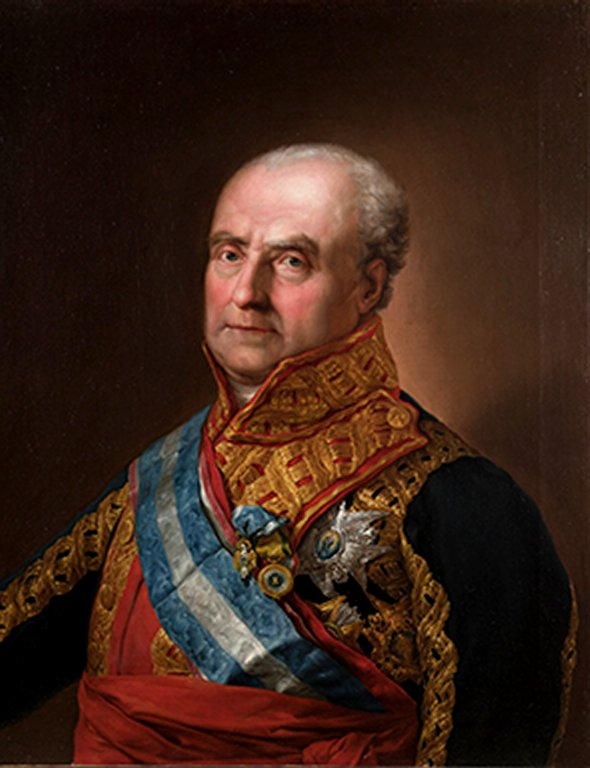
Vicent López Portaña: Claude-Anne de Rouvroy como Capitán General de España, 1815-1818.

Pese a esto, el ejército portugués contaba con otro contingente para defender el sector norte del país, situado entre los ríos Duero y Miño, comandado por Louis-François Carlet, marqués de La Rozière, un militar emigrado francés al servicio de la Corona portuguesa, veterano de la Guerra de los Siete Años. En total, la fuerza portuguesa ascendía a cerca de 27000 efectivos, caballería y artillería incluidas, ya que los regimientos no estaban completos y el propio ejército seguía esperando refuerzos procedentes de otras partes del territorio portugués. 

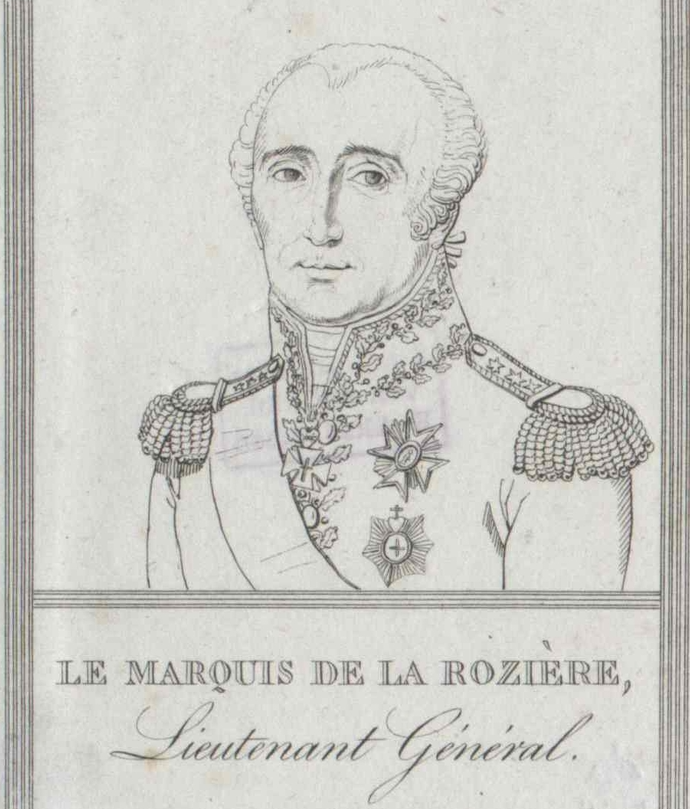
Louis-François Carlet, Marqués de La Roziere.

Al otro lado de la frontera se encontraba el ejército español de Galicia, comandado por otro emigrado francés, el Teniente General Claude-Anne de Rouvroy de Saint-Simon, al servicio de la corona borbónica española desde 1780 y veterano de la Guerra del Rosellón. Las fuerzas españolas no se localizaban en uno único lugar, sino que se encontraban dispersas por varias localidades y pasos fronterizos para defender el territorio gallego. En Verín se concentra un batallón del Regimiento Inmemorial del Rey y el Batallón de Caballería de las Órdenes Militares.

## Comienzo de las hostilidades
Aunque la paz entre Portugal y España se firmó el día 6 de junio (Tratado de Badajoz), las noticias tardaron en llegarle al comandante del ejército portugués afincado en la región de Tras-os-Montes. En la tarde de 8 de junio, el Marqués de la Roziere le ordena a su oficial de intendencia, Gomes Freire de Andrade, que realice una acción ofensiva en el Valle de Monterrei con el objetivo de llamar la atención de las fuerzas españolas y liberar algo de presión sobre las posiciones portuguesas del Alto Algarve. La fuerza total era de unos 1787 efectivos de infantería y caballería, acompañados por dos piezas de artillería ligera. La fuerza española, que había escuchado rumores sobre los movimientos enemigos, esperaba la incursión lusa, contando con unos 4000 hombres y 9 piezas de artillería, concentrados en su mayoría en el Castillo de Monterrey y sus aledaños.
En las primeras horas del día 9, las fuerzas lusas abandonan Vilarelho Da Raia y comienzan su avance, divididas en dos columnas. Una comandada por el propio Gomes Freire, avanzando por la orilla derecha del río Támega con la intención de tomar Verín y distraer a las fuerzas españolas, y otra liderada por Manuel Martins Pamplona, moviéndose por el margen izquierdo del río y con el objetivo de tomar la fortaleza. Los primeros disparos se produjeron al sur de Verín, cuando tropas a caballo de la columna de Gomes Freire se encontraron inesperadamente con soldados españoles de una formación de Voluntarios Aragoneses. La presencia de tropas defensoras en Verín significaba que los portugueses habían perdido el factor sorpresa y que los españoles estaban preparados ante un supuesto ataque luso.

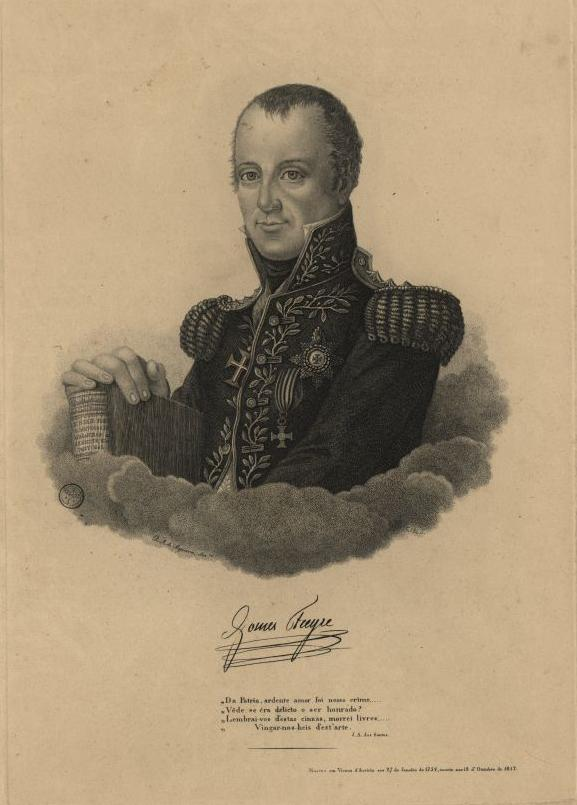
Gomes Freire de Andrade.

Este hecho sería evidente cuando la segunda columna portuguesa, al aproximarse a la fortaleza, se encontró de repente bajo un intenso fuego enemigo, lo que frenó su avance y provocó significantes bajas. Para más inri, la única pieza de artillería de esta segunda fuerza lusa perdió una rueda antes de poder disparar, teniendo que ser retirada rápidamente para evitar su pérdida. La cohesión de las fuerzas portuguesas se desvaneció rápidamente, huyendo muchos hombres hacia el sur, incluido el ayudante de campo de Gomes Freire, el 2º Barón de Wiederhold, un excelente cartógrafo que posteriormente, en 1804, elaboraría un detallado mapa de la zona.
Gomes Freire, percatándose de la desastrosa situación, abandona su avance hacia Verín y toma la población de O Rosal (Oímbra), para garantizar una retirada más o menos segura de sus hombres. La intención de los oficiales portugueses era retroceder hasta el punto de partida, Vilarelho da Raia, para valorar las bajas y restablecer la moral. Las fuerzas españolas, con muy buenas posiciones defensivas en el castillo, deciden no perseguir a las fuerzas lusas ante la expectativa de un ataque al día siguiente.

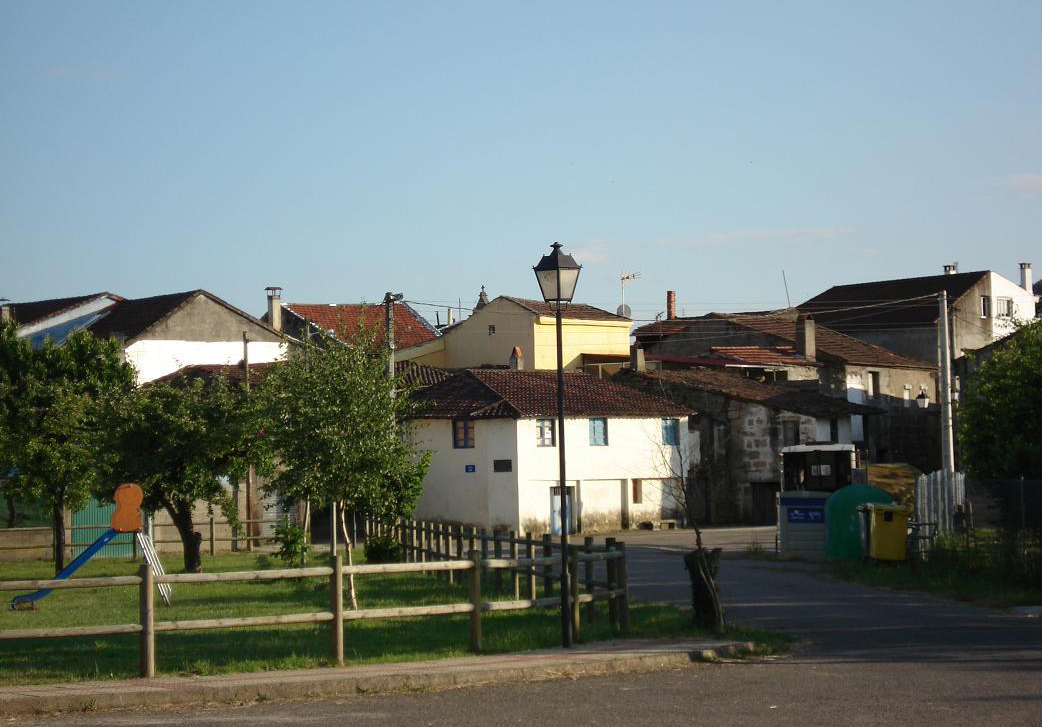
Aldea de Rabal en la actualidad.

Ya por la noche de este día, con muchos soldados portugueses descansando, incluyendo la oficialidad, una banda armada de vecinos de la localidad de Rabal (Oímbra) abrió fuego contra contingentes del flanco derecho luso, respondiendo los soldados rápidamente, en una noche oscura de luna nueva. Los disparos repentinos asustaron a caballos y hombres por igual, quienes, creyendo estar bajo ataque español, comenzaron a huir desesperadamente hacia Chaves, dejando atrás todo el equipamiento. Cuando los primeros soldados portugueses llegan a la ciudad, difunden rumores de la aniquilación de la fuerza lusa y de sus oficiales. Tan fuerte fue el rumor que el general Manuel José Lobo, encargado de la defensa de la ciudad, ordenó la preparación de las defensas ante un posible ataque español.
La acción de los vecinos de Rabal echó por tierra cualquier continuación de los ataques portugueses. Los oficiales lusos tardaron horas en restaurar el orden en sus tropas y el propio Gomes Freire tuvo que acudir en persona a Chaves para desacreditar los rumores sobre su derrota y llevar de vuelta al frente la buena parte de sus soldados.

## Días posteriores al ataque

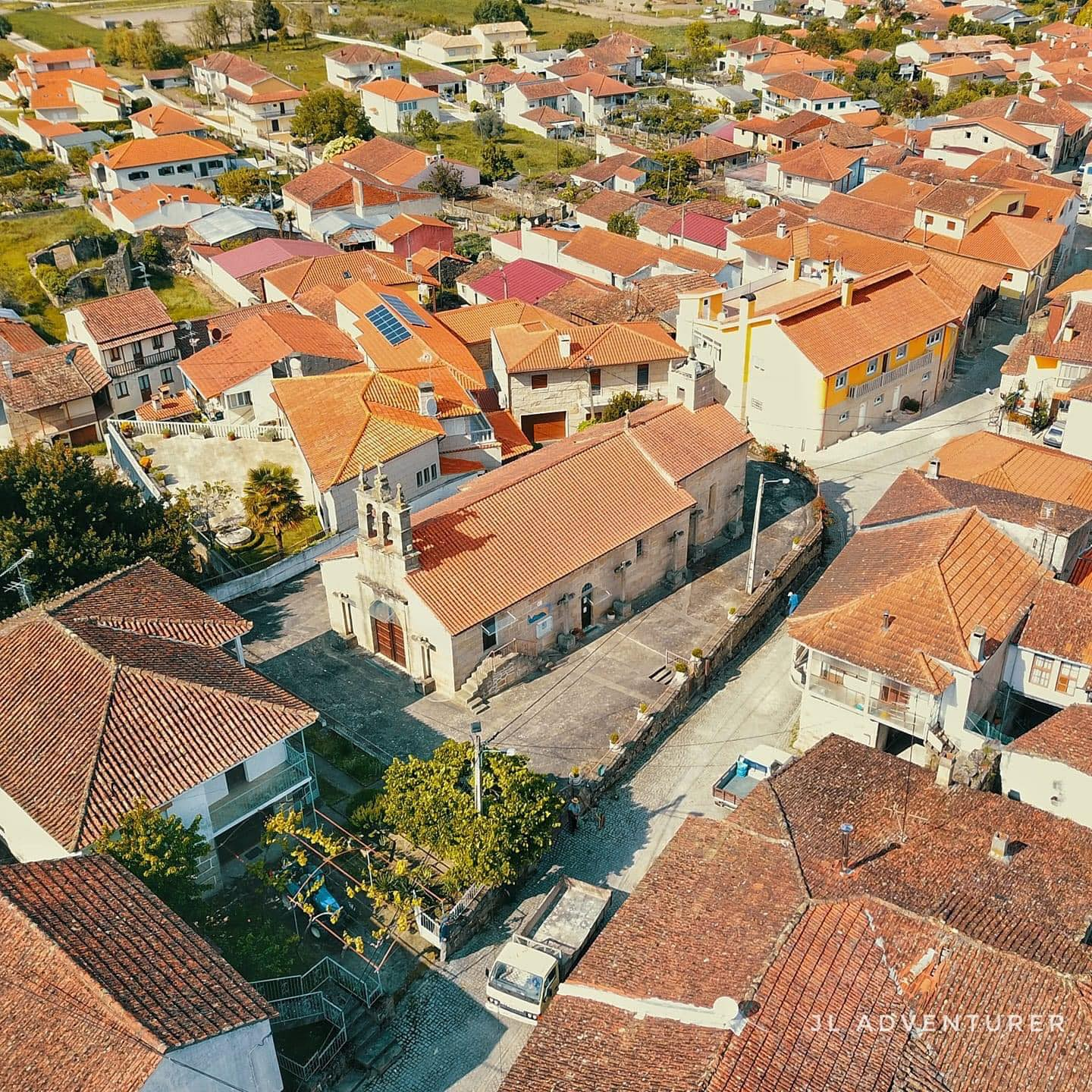
Vilarelho da Raia hoy en día

A partir del día 11 el general portugués procuró establecer una línea defensiva sólida en la frontera con su centro de operaciones en Vilarelho da Raia, ya que pensaba que los españoles pasarían a la ofensiva al tener superioridad numérica. Pero el caos del día anterior provocó que muchos de los suministros de los soldados lusos se echaran a perder, por lo que buena parte de las tropas portuguesas tuvieron que buscar alimentos en poblaciones a ambos lados de la frontera. El día 14 una de estas partidas de búsqueda se encuentra con la resistencia de los vecinos de la localidad de Bousés. Después de un pequeño tiroteo que provocó bajas en los dos bandos, las fuerzas portuguesas acordaron su retirada a cambio de diez bueyes. Tres días después los portugueses consiguen tomar unas pequeñas reservas de centeno y trigo en la localidad de Feces de Abajo, puesto que la guarnición española de esa localidad había decidido retirarse.
Por su parte, las fuerzas españolas tardaron en enterarse de la desastrosa situación portuguesa, siendo muy lenta la respuesta de la oficialidad. El día 16 una pequeña escuadra de caballería, probablemente en misión de reconocimiento, es emboscada en las cercanías de Vilarelho da Raia, sufriendo 5 bajas. El general español, pensando que podía partir en dos al contingente portugués si es capaz de tomar esa localidad, decide enviar al día siguiente a 50 caballeros y 200 infantes. Desconocía la oficialidad española que en Vilarelho se encontraba el cuartel de Gomes Freire, y por lo tanto la mayoría de sus mejores tropas. El enfrentamiento del día 17 de junio fue bastante breve al enterarse la unidad de avanzada española de lo imposible de su misión, retirándose rápidamente.
En la primera hora del día 18 de junio llegan a esta parte de la frontera las noticias de que un tratado de paz había sido firmado en Badajoz 12 días antes. Las tropas españolas, que se preparaban para uno nuevo ataque sobre Vilarelho, se retiraron hacia el Castillo de Monterrey, mientras que las fuerzas portuguesas, al asegurarse de la veracidad de las noticias, marcharon de vuelta a Chaves.

## Consecuencias
La incursión portuguesa no logró ninguno de sus objetivos, no solo por el fracaso de la toma del Castillo de Monterrey, sino también porque la firma del Tratado de Badajoz días antes del comienzo de las hostilidades invalidaba cualquier ganancia. La posterior reorganización de las fuerzas portuguesas y defensa con éxito de la frontera acabó siendo vista por la historiografía lusa como una pequeña victoria:

Y si las operaciones del Ejército de Tras-os-Montes no fueron brillantes, se consiguió al menos, mediante ellas, que la Provincia permaneciese intacta, y que, no habiendo perdido un solo palmo, en ella se ganó, aún que poco, al enemigo.
Fernando Maia

Los generales franceses que comandaban las fuerzas portuguesas y españolas respectivamente se vieron muy afectados por la posterior Guerra de la Independencia Española. Louis-François Carlet, marqués de La Roziere, fue premiado por su iniciativa en la Guerra de las Naranjas, y ascendido a Inspector General de Fronteras en 1802 por el príncipe regente Juan VI. Moriría a comienzos de 1808 en Lisboa, capturado por las fuerzas francesas de Junot, quien tenía poco aprecio por los emigrados franceses. Gomes Freire de Andrade luchó con los franceses en múltiples campañas por Europa, llegando a ser gobernador militar de ciudades como Danzig y Dresden. Después de un año de cautiverio en una prisión inglesa, retornó a Portugal, donde cayó en desgracia por su colaboración con los franceses.

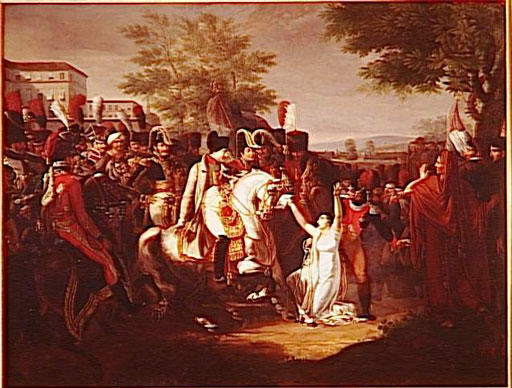
Charles Nicolas Lafont: La Señorita de Saint-Simon suplica a Napoleón por el perdón de su padre, 1810.

Por su parte, Claude-Anne de Rouvroy de Saint-Simón siguió al servicio de la Corona Española, recibiendo la Gran Cruz de Carlos III por su servicio en Galicia. Fue capturado por los franceses en la defensa de Madrid de 1808. Condenado a muerte, la súplica de su hija ante Napoleón consiguió que su castigo fuera conmutado por la cadena perpetua. Retornó a España en 1814 después de la abdicación de Napoleón, muriendo en Madrid en 1819.